# Lopašov
Lopašov est un village de Slovaquie situé dans la région de Trnava.

## Histoire
Première mention écrite du village en 1392.

## Démographie

### Évolution de la population
| Année:               | 1994. | 2004.   | 2014.    | 2024.   |
| -------------------- | ----- | ------- | -------- | ------- |
| Nombre de personnes: | 275   | 287     | 334      | 339     |
| Différence:          |       | +4,36 % | +16,37 % | +1,49 % |

| Année:               | 2023. | 2024.   |
| -------------------- | ----- | ------- |
| Nombre de personnes: | 338   | 339     |
| Différence:          |       | +0,29 % |